# Stiria phalaenoides
Stiria phalaenoides är en fjärilsart som beskrevs av Dyar 1918. Stiria phalaenoides ingår i släktet Stiria och familjen nattflyn. Inga underarter finns listade i Catalogue of Life.